# ألكا (جنس)
ألكا هو جنس من الطائر الحزري إفجيجيات الذي يحتوي على نوع واحد موجود، أبو موس (Alca torda). العديد من الأنواع الأحفورية معروفة، أقدمها يعود إلى العصر الميوسيني. يبدو أن الجنس كان دائمًا مقصورًا على شمال المحيط الأطلسي.